# Les Guérillères
Les Guérillères és una epopeia feminista escrita per Monique Wittig i publicada a França al 1969, que ha estat traduïda a l'anglès i al castellà.

Les Guérillères

Aquesta epopeia és el relat màgic de l'entrenament i el triomf d'un exèrcit femení. Aquí la guerra soterrada esclata en un nou Amazones, on les dones decideixen on viure i com governar.
Aquest projecte de creació caracteritza el feminisme de la dècada dels setanta, però la idea va més enllà, ja que Christine de Pisan ja l'usava a la Mitja Edat. Christine les va reunir a una població de dones del passat, del present i del futur en el seu feminari de La Ciutat de les Dames, on ser-hi juntes fora de les limitacions temporals i espacials. Com Wittig gairebé sis segles més tard, Pisan reinventa el cànon, llegint entre les línies de la Història, utilitzant fonts i convencions per anar directament a la Font profunda que és l'imaginari ancorat en l'inconscient col·lectiu, que pot interrogar-se i on es reinventen les convencions.
Wittig recorre un camí entre la celebració èpica i la sàtira de tota la forma però amb gran destresa aquesta ambigüitat no fa res per disminuir el seu impacte a la novel·la escrita.

## Argument de l'obra
| «                                                           | Diuen que, mentre el món és ple de soroll, les veuen apoderar ja de les ciutats industrials. Estan a les fàbriques en els aeroports a les emissores de ràdio. Controlen les comunicacions. Dominen les fabriques aeronàutiques balístiques informàtiques. Estan en les foses els alts forns les drassanes els arsenals les refineries les destil·leries. S'han apoderat de bombes premses laminadores torns politges grues turbines martells pilons arcs cànules. Diuen que les veuen desplaçar-se amb vigor i felicitat. Diuen que les senten cridar i cantar, el sol pot brillar / el món ens pertany. | » |
| — Monique Wittig, Les Guérillères (1969) ISBN 9782707300423 | |   |

Les guérillères comença el seu relat descrivint la pau que es viu després de la fi de la guerra total declarada contra el sistema patriarcal que s'explicarà al final del llibre. Les dones guerrilleres de Wittig son una original i ferotge tribu guerrera: 
- Viuen en campaments fortificats, barallen amb ganivets, rifles, metralladores i llançacoets.
- Adoren a la deessa del sol, el cercle i la vulva.
- Rastregen la seva descendència de Boadicea, Pentesilea, Hipòlita: les Amazones.
- Tenen ritus en els quals ungeixen els seus cossos, canten càntics sagrats, beuen vi, proven drogues i passen la nit orgiásticament abraçades.
- Per el menjar maten animals i per sobreviure maten alguns homes.[4]
- La sororitat i el lesbianisme descrits en la novel·la, s'interpretam com a part de la independència militant feminista.

Wittig no proposa una guerra als homes, sinó una guerra a la lògica occidental binària que fa que tant homes com dones estiguin inclosos en un contracte heterosexual obligatori i coercitiu. Així en la postguerra són tant homes com dones els que es beneficien de la nova situació.
| «                                                                                 | La categoria de sexe és una categoria totalitària que demostra la seva existència, les seves inquisicions, els seus tribunals de justícia, els seus tribunals, el seu conjunt de lleis, els seus terrors, les seves tortures, les seves mutilacions, les seves execucions, la seva policia. Forma la ment tant com el cos ja que controla tota la producció mental. Ella posseeix la nostra ment de tal manera que hem de destruir-la i començar a pensar fora d'ella. Aquesta és la raó per la qual hem de destruir els sexes com a realitats sociològiques si volem començar a existir. | » |
| — Monique Wittig, El pensamiento heterosexual y otros ensayos. ISBN 9788495346971 | |   |

Una veritable comunitat, que de Pisan a Wittig, de Gilman a Solanas, està composta per individus, cada membre respectant la intimitat dels altres, creant vincles intel·lectuals i emocionals en esperits lliures amb relacions lliures, cooperatives per assolir objectius comuns (Solanas 1971, 62). A més, alguns homes s'integren en el nou món, aprenen a viure i estimar com establir relacions igualitàries i lliures de nocions fixes sobre la identitat sexual.

## Anàlisi i interpretació
A aquesta obre ens trobem en el món tradicionalment masculí de la Èpica: el món de La Ilíada, L'Odissea i L'Eneida. El món en què Aquil·les s'adhereix a la seva gloriosa armadura per venjar la mort del seu amic. Un món en el qual el coratge i l'amor eren virtuts masculines, i les dones es van mantenir al marge, ja sigui com a botí sexual com Helen o impotent com Hecuba i Cassandra. El territori és molt familiar, però hi ha una diferència vital, aquests guerrers són dones, gairebé es pot ignorar però aquesta és potser la primera celebració èpica de dones mai escrita.
L'esborrat de la història requereix un acostament amb un passat llunyà però ideològicament més proper. Una estratègia per omplir els buits i crear una cultura de l'època és reescriure els clàssics. Així, Wittig restaura el passat, perquè aquests clàssics també parlen dels seus temps. El cercle, amb la idea de retorn, facilita aquesta re-invenció.
Wittig actua com si la dominació masculina no hagués existit, per concebre un món on les dones existissin plenament com a subjectes creatius, actius i reconeguts, retinguts per la Història. Escriu com si les dones hagin creat i actuat massivament al llarg de la història, de manera que puguin existir, en el futur, de la mateixa manera que els homes, canviant el sistema i la substància dels conceptes, claus que organitzen els nostres mons.
Un dels seus punts forts és que, com The opoponax, se les enginya per treballar en diversos nivells. És un comentari satíric sobre l'ús constant de l'home, de les formes literàries per la interlocutòria engrandiment; i sobre els arguments actuals de l'Alliberament de la Dona en els quals els homes es presenten com els imperialistes i les dones com els nadius colonitzats.
No obstant això, també és un himne de lloança a les dones de sorprenent convicció, un pla per a les dones en el futur. Aquestes guerreres tenen una identitat racial i sexual: una identitat confinada i consagrada en els seus mites i història i poesia i religió.
Les Guérillères pretén ser el relat d'una revolució social, narrat a través d'una revolució dels conceptes perpetrada per l'autora. Per Wittig, no es pot sortir d'aquest marc lingüístic en què naixem; no hi ha un fora del llenguatge, però sí que es pot pertorbar des de l'interior a través de l'escriptura radical.
L'obra suposa un desafiament lingüístic contra l'ordre establert i crea nous llenguatges que no caben en el contracte heterosexual; ens mostra que són possibles diferents formes de comunitats d'afectes no basats en la divisió binària de sexes i en l'heterosexualitat obligatòria. Aquesta obra es converteix així en el relat de «elles», un subjecte que s'apropia de la vida i del llenguatge i es nomena a si mateix en femení.
La utopia de Wittig s'escorre pels jocs del llenguatge, de manera que és reconeixible, però introdueix elements nous que puguin realitzar la funció de destruir les formes velles i les regles convencionals. Encara que per a ser radical l'escriptura ha de separar-se i rebutjar les normes hegemòniques, l'obra, les paraules, el sentit, han de ser recognoscibles en el mateix llenguatge ordinari que pretén destruir.
De la mateixa manera, el temps designat no és objectivament el temps. Reconeixent aquesta subjectivitat intrínseca a la paraula, dones escriptores com Wittig denominen una nova realitat subjectiva que admet la seva arbitrarietat i la supera per la seva negativa a congelar-se. Aquesta realitat no inclou cap veritat absoluta, no aspira a l'objectivitat, ni a la durada.
L'única convicció duradora de la guerrilla és que cal evitar ser atrapades en la pròpia ideologia. La societat patriarcal fracassa perquè està arrelada en nocions fetes i arbitràries. De fet, només són les diferències subjectives les que precisen noms per existir.

Wittig proposa un camí per arribar a una societat sense sexes, societat en la qual la veritable personalitat de les persones pugui aflorar sense contextos opressors binaris: aquí es presenta Les guérillères com una estructura circular tancada, en la qual les dones guanyen la guerra i institueixen un nou equilibri entre les dones que governen als homes.
| « | Tota obra literària important és, en el moment de la seva producció, com el cavall de Troia. Tota obra amb una nova forma funciona com una màquina de guerra, ja que la seva intenció i el seu objectiu són destruir les velles formes i les regles convencionals. | » |
| — Monique Wittig, “El caballo de Troya”, A: El pensamiento heterosexual y otros ensayos, p. 95. ISBN 9788495346971 | |   |